# Neoliberalisme a les relacions internacionals
A l'estudi de les relacions internacionals, el neoliberalisme es refereix a una escola de pensament que creu que els estats nació representen, o almenys haurian de representar el guany absolut en lloc de guany relatiu en altres estats nació. La noció es relaciona sovint amb la teoria econòmica neoliberal. Robert O. Keohane i Joseph S. Nye són els fundadors d'aquesta escola.